# リンゴマイマイ
リンゴマイマイ(Helix pomatia)は、大型で食用の空気呼吸するマイマイ科の陸生カタツムリである。陸生カタツムリとしては、ヨーロッパで最も大きな種の1つである。

## 分布

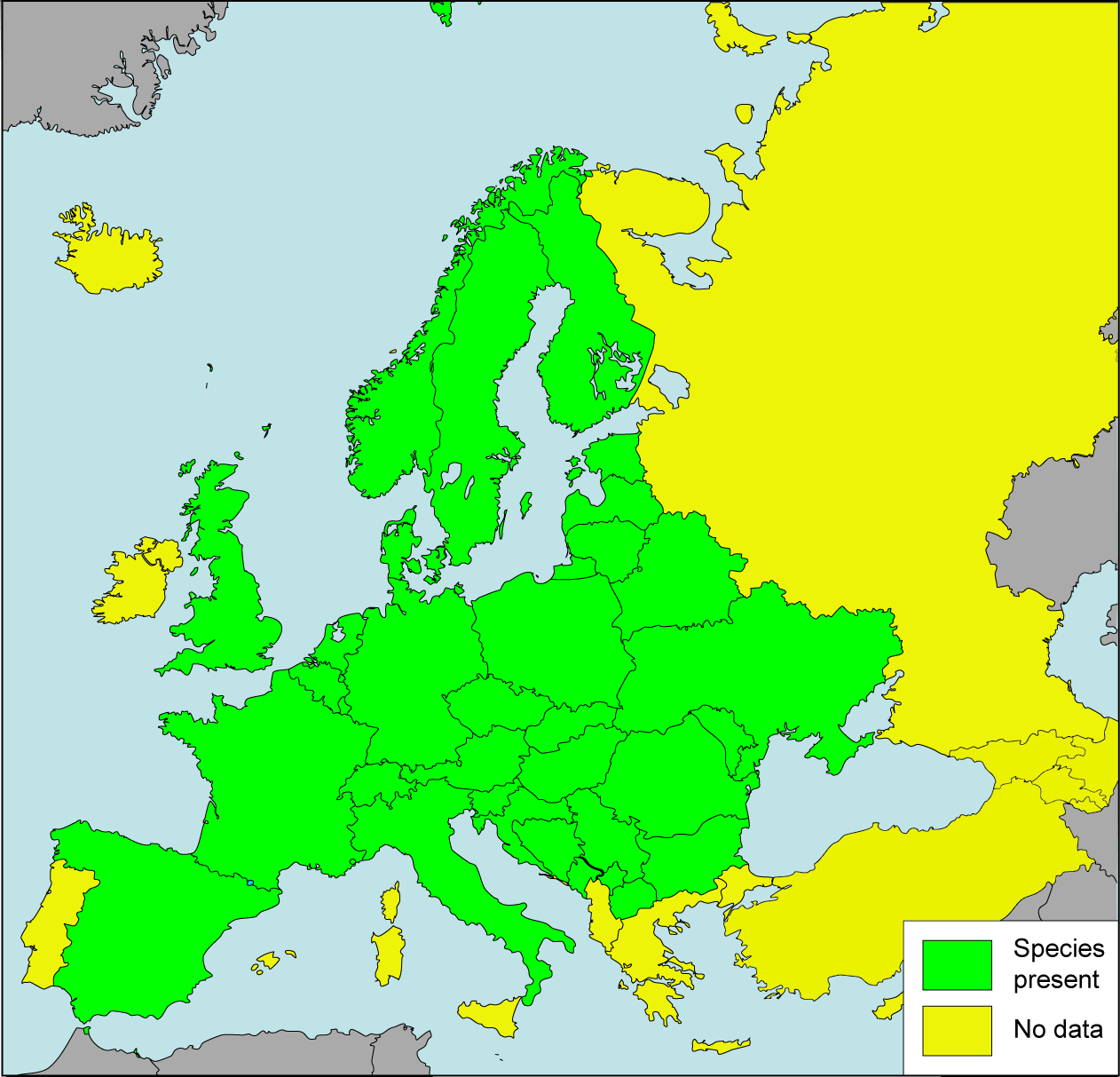
ヨーロッパにおけるリンゴマイマイの分布

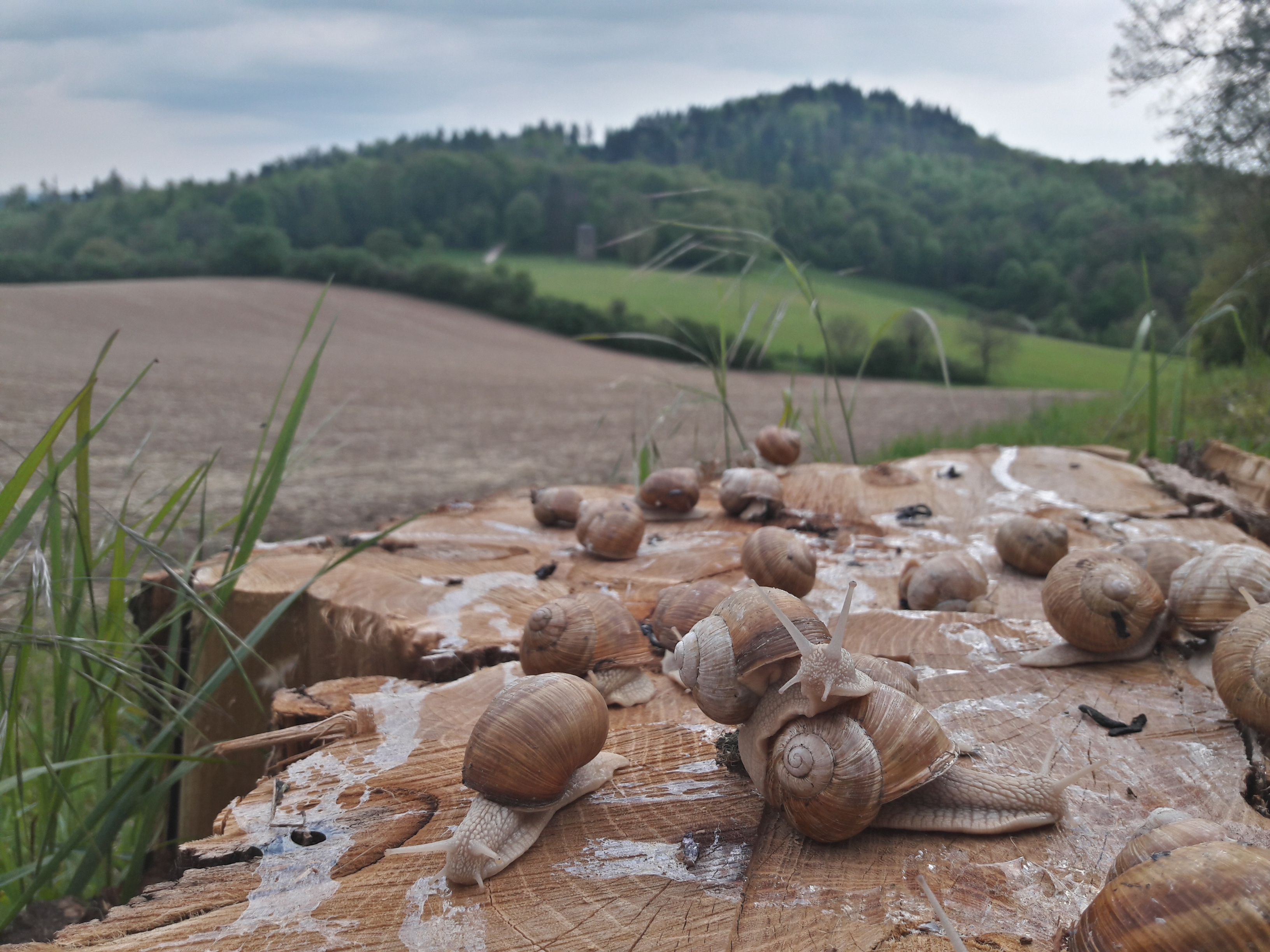
ドイツのオーデンヴァルト

リンゴマイマイの分布域は、以下のとおりである。
南東及び中央ヨーロッパ
- ドイツ - ドイツ連邦種の保護規則附属書1に特に保護される種として登録されている。
- オーストリア
- チェコ共和国 - 低危険種。欧州委員会の生息地指令に基づく報告書では、2004-2006年の保全状況は、favourable (FV)とされた[5]。
- ポーランド
- スロバキア
- ハンガリー[4]
- ルーマニア
- 標高1600mまでの南西ブルガリア[4]
- バルカン半島の北部及び中央部[4]
- スロベニア
- クロアチア
- ボスニアヘルツェゴビナ
- セルビア
- 北マケドニア[4]

西ヨーロッパ
- イギリス - イングランドの西部および南部[4]で、チョーク土壌の南部に生息する。ローマ時代（43-410年）にローマ人がブリタンニアに持ち込んだため、イギリスでは"Roman snail"と呼ばれる。1981年野生生物及び田園地域に関する法律により、イングランドのみで保護種となっており、殺傷や収集、販売が禁止されている[6]。
- フランス中央部[4]
- ベルギー
- オランダ[7]
- スイス

北ヨーロッパ
- デンマーク - 保護種として登録されている[8]。
- スウェーデン南部
- ノルウェー[4]
- フィンランド[4] - スウェーデン南部、ノルウェー、フィンランドでは、孤立した比較的少数の個体のみが生息している。恐らく土着のものではなく、中世に南ヨーロッパの修道士が持ち込んだものと考えられる。
- ラトビア
- リトアニア - ファミリーレストラン「サイゼリヤ」で提供されているエスカルゴは主にリトアニア産である[9]。
- エストニア[4]

東ヨーロッパ
- ベラルーシ西部[4]
- ウクライナ[10]
- モルドバ[4]
- ロシア - モスクワ[4]、クルスク[4]に持ち込まれた。

南ヨーロッパ
- イタリア北部[4]
- ポルトガル
- ギリシア

## 記載
貝殻はクリーム色から薄い茶色で、不明瞭な茶色の帯の模様があることが多い。5-6の渦巻きがある。殻の開口部は大きい。開口部の縁は白色で、成体では、わずかに反射性を持つ。臍は狭く、反射性のある殻軸筋で部分的に覆われている。殻の幅は30-50mmで、殻の高さは30-45mmである。

## 生態

### 生息地

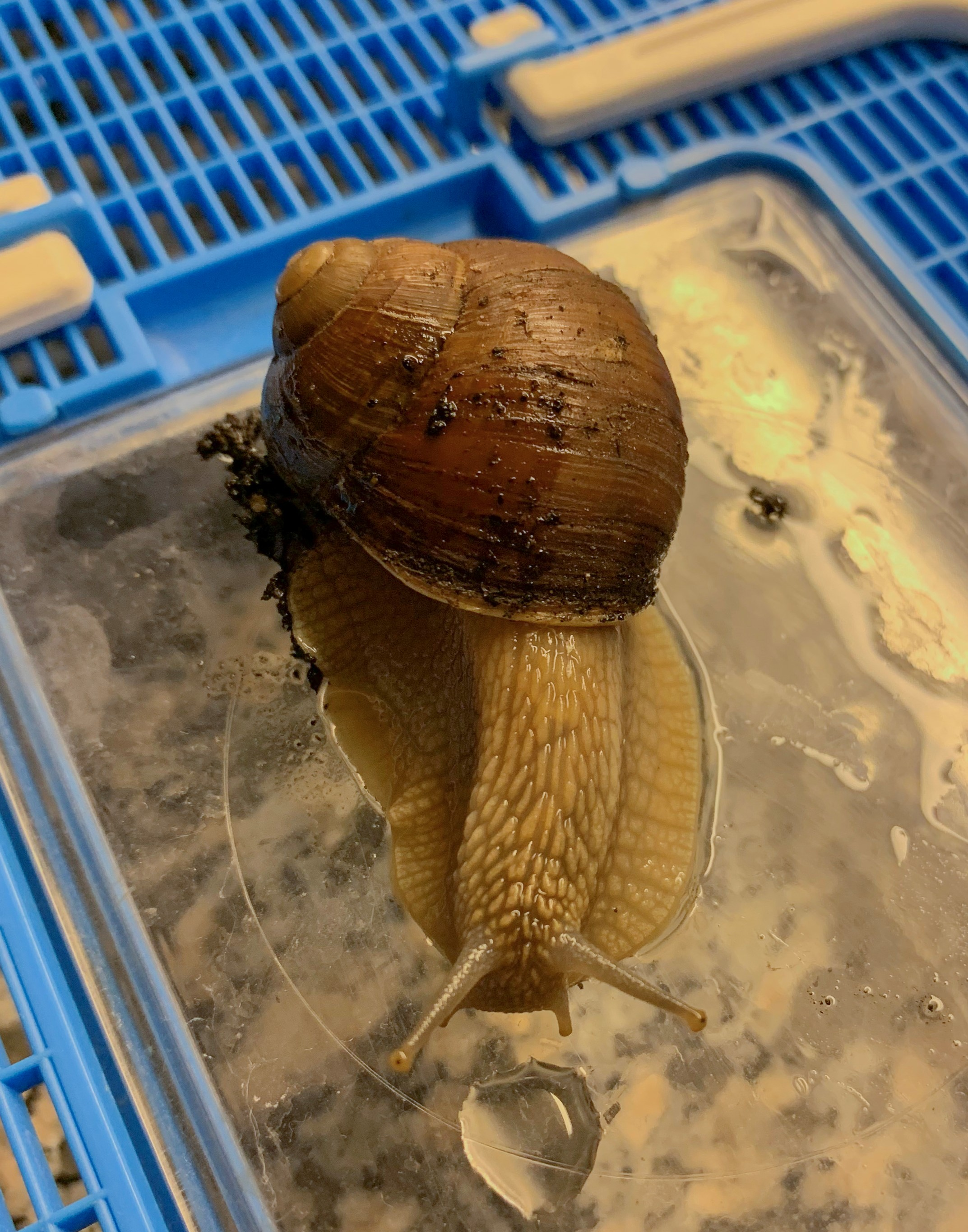
孵化2-3年の幼体

南東ヨーロッパでは、リンゴマイマイは石灰質土壌の森や開けた土地、庭、ブドウ園等の、特に川沿いに生息する。中央ヨーロッパでは、石灰質土壌の開けた森林や低木地帯に生息する。高湿度低気温を好み、冬眠や産卵用に巣穴を掘るため、緩い土壌を必要とする。アルプス山脈では海抜2100mまで生息できるが、通常は2000m以下に生息している。イングランド南部では、生息域は、草か低木の茂みのある攪乱の少ない荒地に限定され、再生産率や分散力は低い。

### 生活環

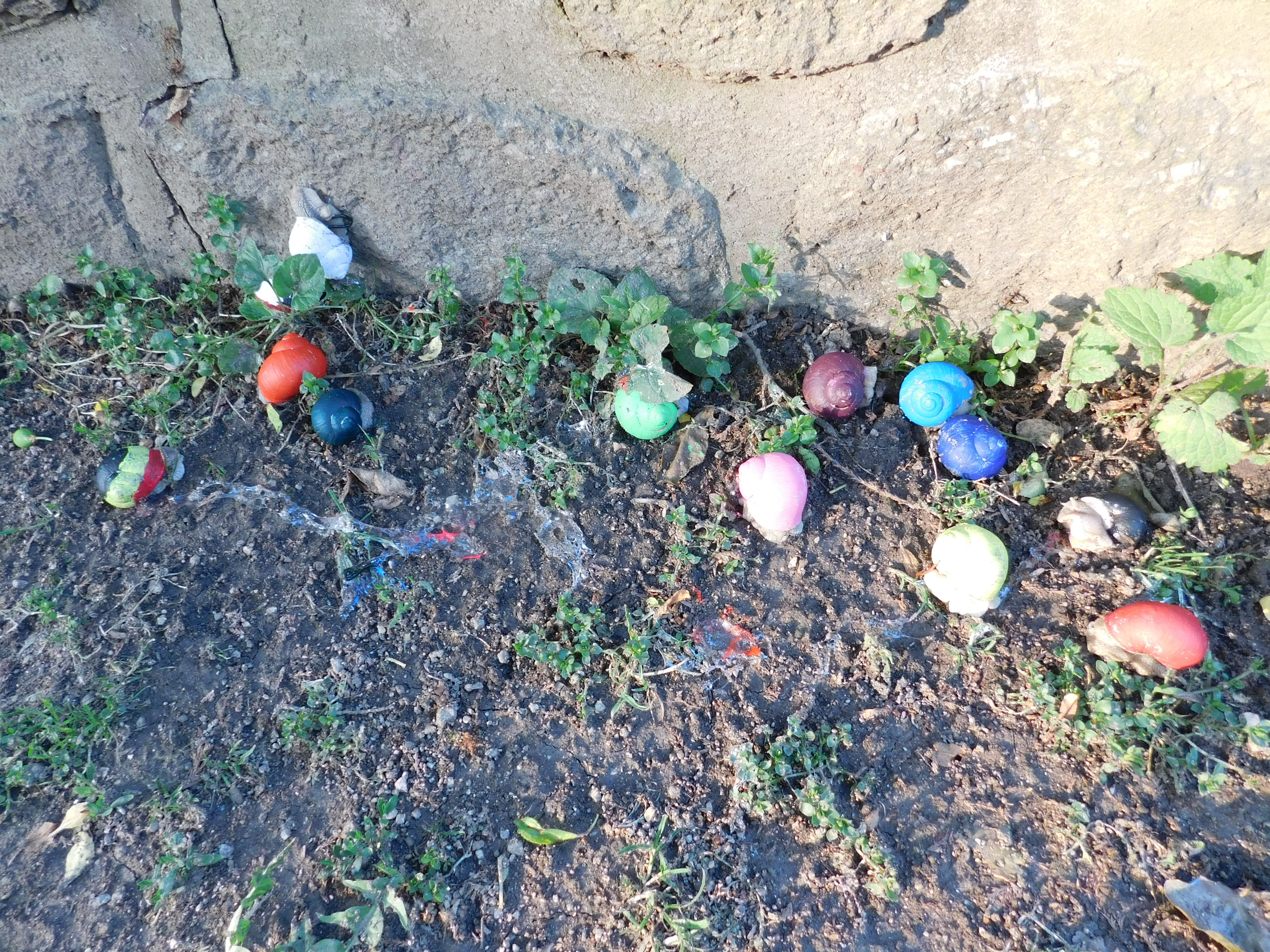
殻を採色したリンゴマイマイ

平均移動距離は、3.5-6 mである。雌雄同体であり、中央ヨーロッパにおいては、生殖は5月末に始まる。
6月から7月に、5.5-6.5 mmまたは 8.6×7.2 mmの大きさの卵を40-65個産む。3-4週間で幼体が孵化し、気候が良くない時には兄弟を食べることもある。2-5年で成熟する。寿命は最大20年程度に達するが、夏季の乾燥、冬季の凍結等により、早く死ぬこともよくあり、野生で10歳の個体は珍しい。最大寿命は、35年である。

生殖
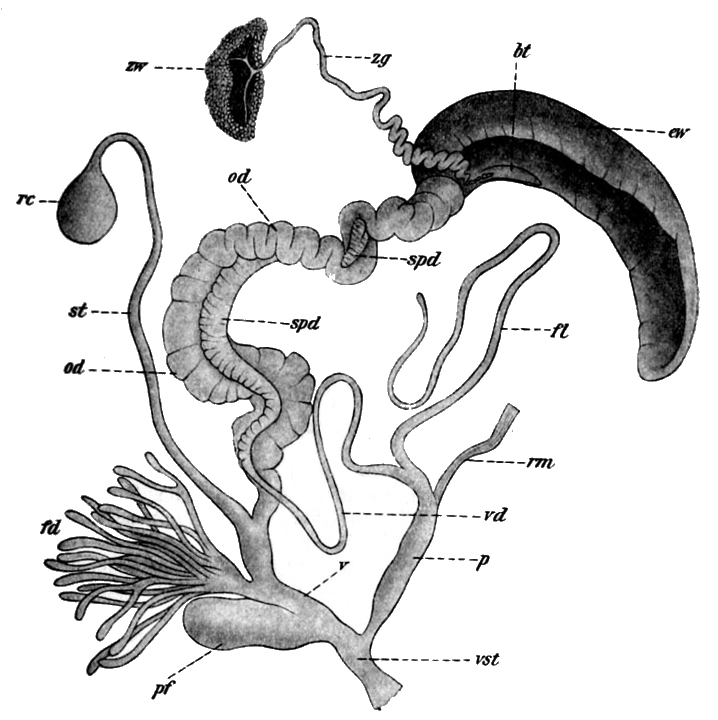
リンゴマイマイの生殖器
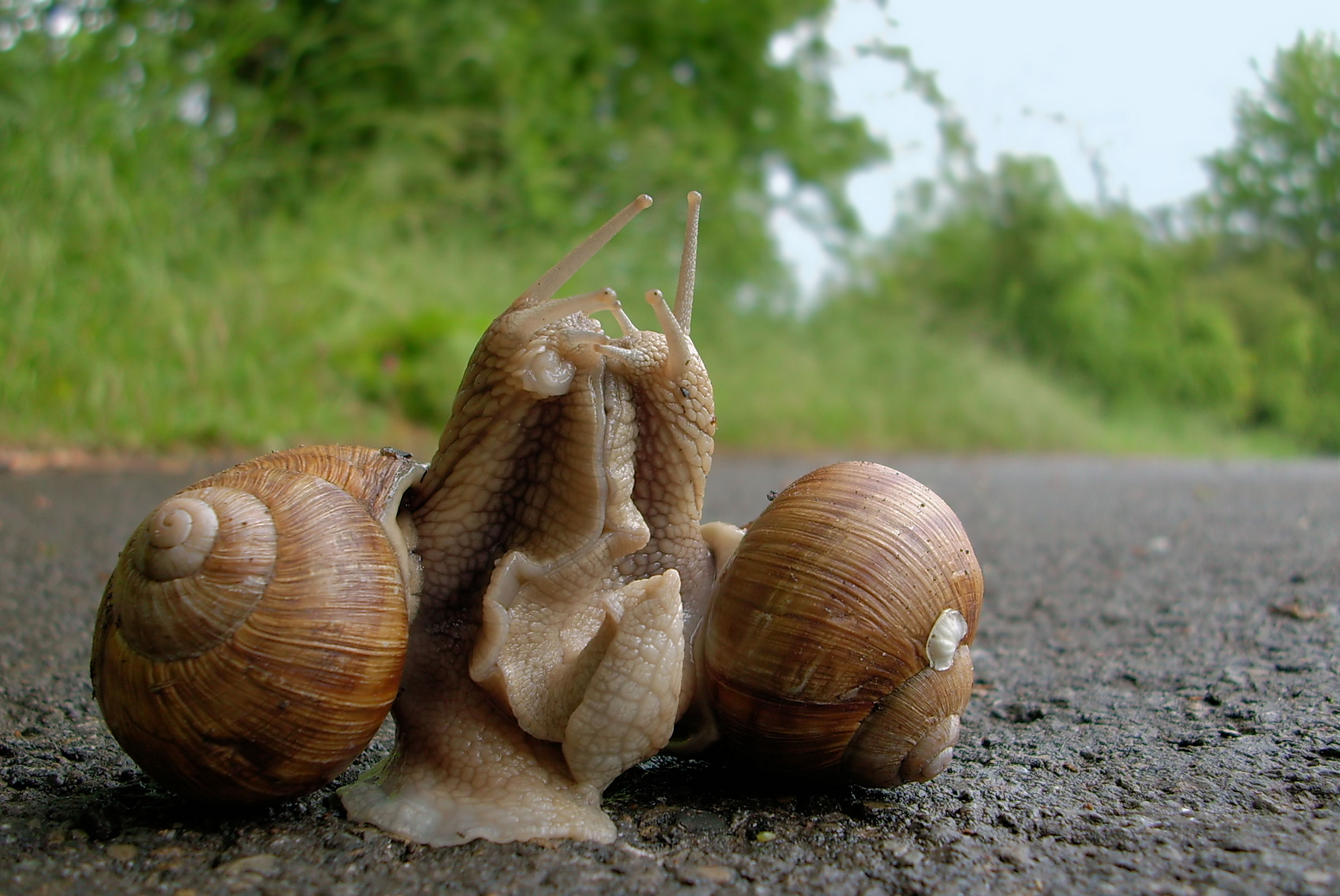
求愛中の1対のリンゴマイマイ
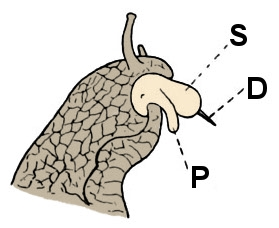
交尾中のリンゴマイマイの頭部。めくれ上がったペニスと矢嚢が恋矢となる。
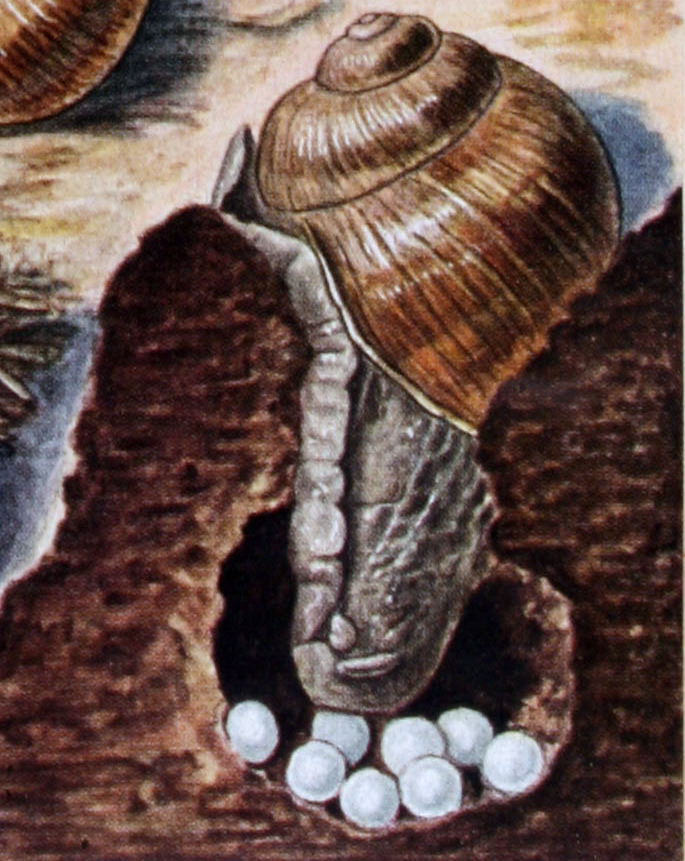
産卵するリンゴマイマイ

夏眠や冬眠の際に、殻の開口部を塞ぐ石灰質の冬蓋を作る珍しい種の1つである。

冬眠
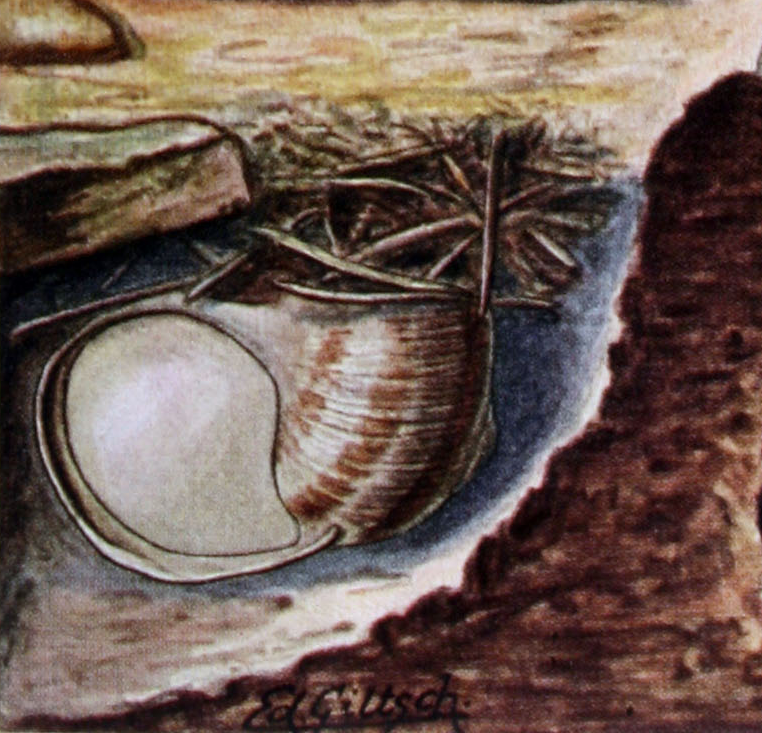
冬眠中のリンゴマイマイ
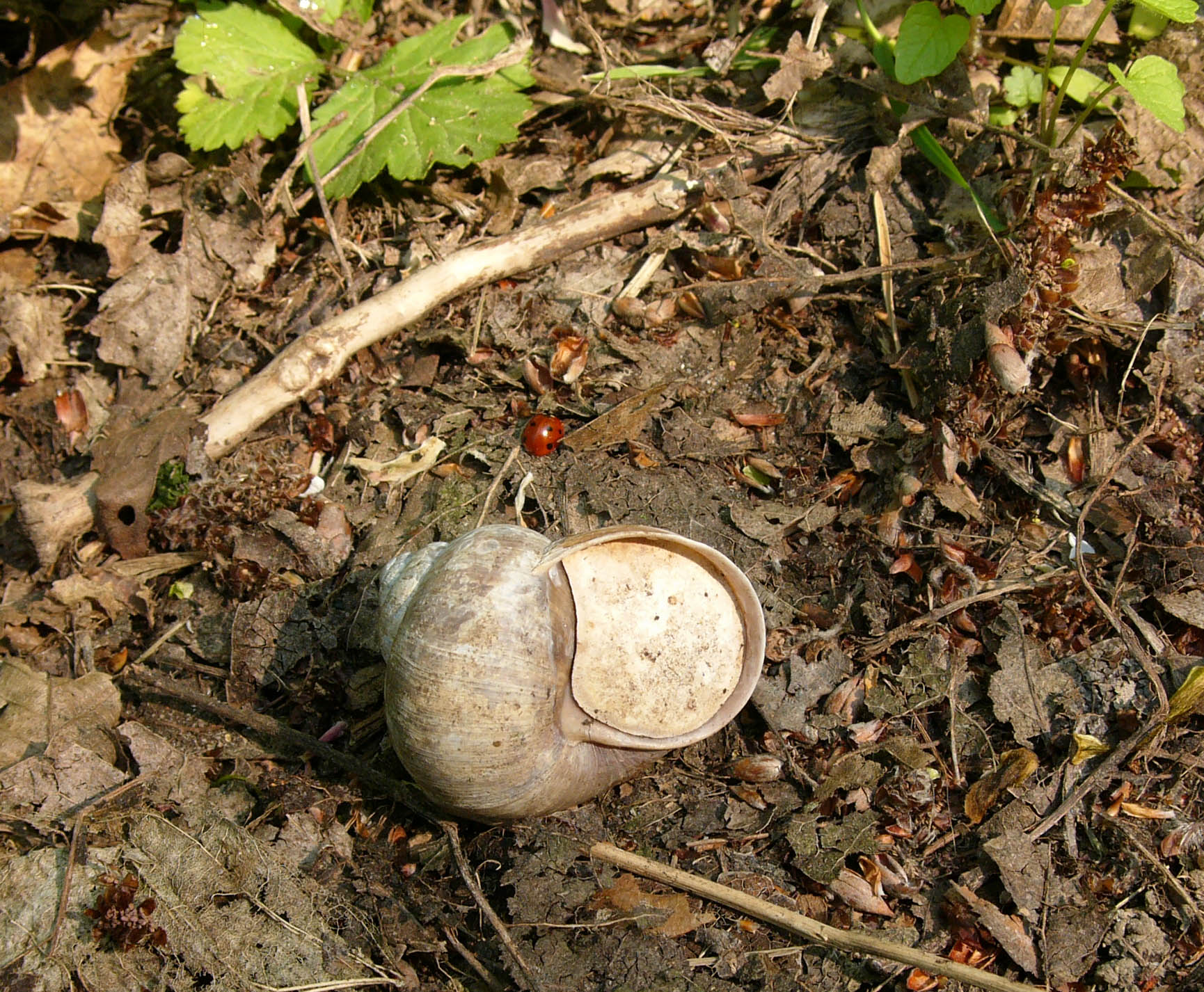
冬蓋を持つ殻
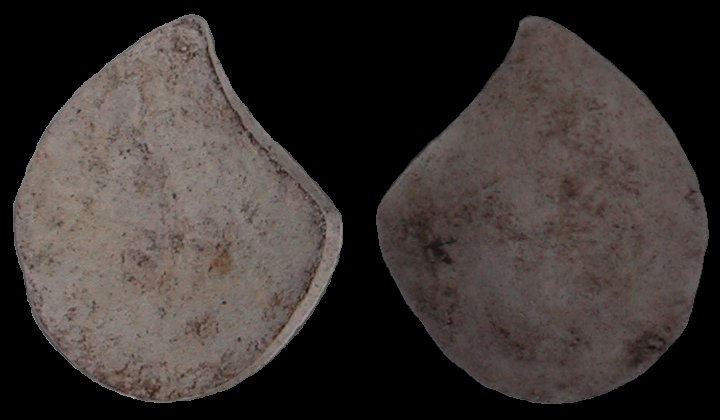
冬蓋

## 保存
国際自然保護連合のレッドリストやヨーロッパのレッドリストには、低危険種として掲載されているが、商業的な採集というよりも、生息地破壊や排水により危険に晒されている。イングランド、スコットランド、アイルランドの様々な地域では、種の保存に向けた多くの試みが行われたが、天然の生息地はイングランド南部のみになってしまい、そこも農地化や生息地破壊の危機にある。スイスやオーストリアでは危険度は低いが、多くの場所で商業採集が禁じられている。

## 利用
腸液は、アリール、ステロイドを豊富に含み、グルコシノレートスルファターゼ活性を持つ。これらのスルファターゼは広範な基質特異性を持つため、分析サンプル調整用のクロマトグラフィー等の分析手順において、加水分解剤として一般的に用いられる。

## 食用

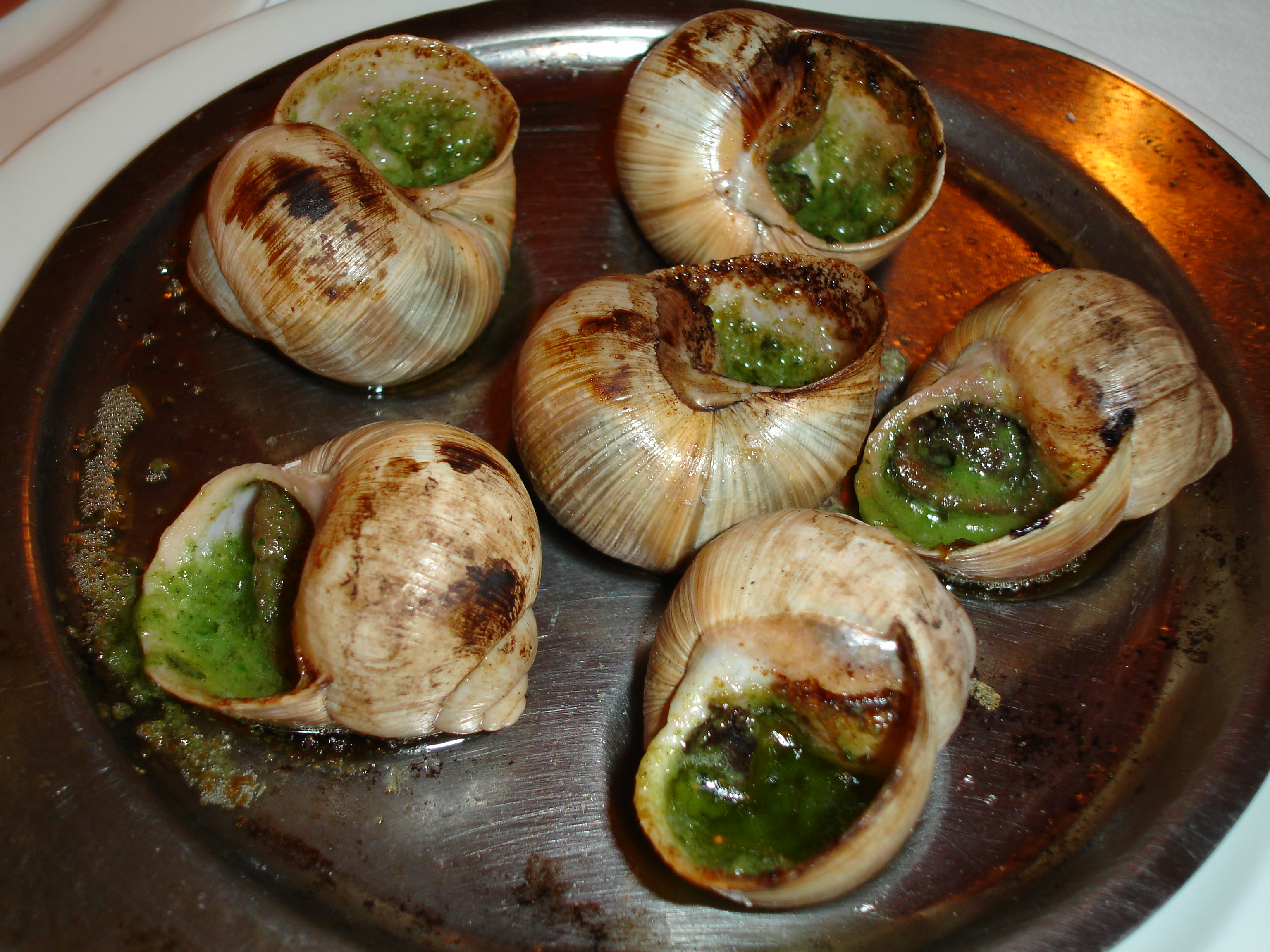
調理されたリンゴマイマイは「エスカルゴ」と呼ぶ。

古代ギリシア、古代ローマのどちらでも食用とされた。
現在では、特にフランス料理の食材となり、食材として用いられる際には、英語でもフランス語風にエスカルゴ(escargot)と呼ぶ。
飼育が難しく、食用生産はほとんど行われていないため、食材としては高価である。

## シノニム
- Helicogena inflata Hartmann, 1844 (junior synonym)
- Helicogena pomatia (Linnaeus, 1758) (chresonym)
- Helicogena pomatia brenaensis W. Blume, 1920 (junior synonym)
- Helicogena pomatia burmeisteri W. Blume, 1920 (junior synonym)
- Helicogena pomatia var. gesneri Hartmann, 1844 (junior synonym)
- Helicogena pomatia var. rustica Hartmann, 1844 (junior synonym)
- Helicogena pomatia var. sphaeralis Hartmann, 1844 (junior synonym)
- Helix (Helix) pomatia Linnaeus, 1758· accepted, alternate representation
- Helix eusarcosoma Servain, 1884 (junior synonym)
- Helix pomaria O. F. Müller, 1774 (junior synonym)
- Helix pomatia albida Moquin-Tandon, 1855 (junior synonym)
- Helix pomatia brunnea Moquin-Tandon, 1855 (junior synonym)
- Helix pomatia expansilabris Kobelt, 1906 (junior synonym)
- Helix pomatia parva Moquin-Tandon, 1855 (junior synonym)
- Helix pomatia quinquefasciata Moquin-Tandon, 1855 (junior synonym)
- Helix pomatia var. banatica Kimakowicz, 1890 (invalid; not Rossmässler, 1838)
- Helix pomatia var. christinae Kobelt, 1906 (junior synonym)
- Helix pomatia var. claudiensis Kobelt, 1906 (junior synonym)
- Helix pomatia var. compacta Hazay, 1880 (junior synonym)
- Helix pomatia var. costellata Kobelt, 1906 (junior synonym)
- Helix pomatia var. dobrudschae Kobelt, 1906 (junior synonym)
- Helix pomatia var. elsae Kobelt, 1906 (junior synonym)
- Helix pomatia var. gratiosa Gredler, 1892 (junior synonym)
- Helix pomatia var. hajnaldiana Hazay, 1880 (junior synonym)
- Helix pomatia var. kapellae Kobelt, 1906 (junior synonym)
- Helix pomatia var. lagarinae Adami, 1885 (junior synonym)
- Helix pomatia var. lednicensis Brancsik, 1888 (junior synonym)
- Helix pomatia var. luteola Kobelt, 1906 (junior synonym)
- Helix pomatia var. pannonica Kobelt, 1906 (junior synonym)
- Helix pomatia var. pedemontana Kobelt, 1907 (junior synonym)
- Helix pomatia var. piceata Gredler, 1890 (junior synonym)
- Helix pomatia var. pulskyana Hazay, 1880 (junior synonym)
- Helix pomatia var. radiata Ulicny, 1885 (junior synonym)
- Helix pomatia var. rhodopensis Kobelt, 1906 (junior synonym)
- Helix pomatia var. sabulosa Hazay, 1880 (junior synonym)
- Helix pomatia var. serbica Kobelt, 1906 (junior synonym)
- Helix pomatia var. solitaria Hazay, 1880 (junior synonym)
- Helix pomatia var. thessalica O. Boettger, 1886 (junior synonym)
- Helix pomatia var. transsylvanica Kobelt, 1906 (junior synonym)
- Helix promaeca Bourguignat, 1882 (junior synonym)
- Helix pyrgia Bourguignat, 1882 (junior synonym)
- Helix scalaris O. F. Müller, 1774 (junior synonym)
- Helix segalaunica Sayn, 1888 (junior synonym)

## 関連文献
- Blume, W. (1920). Einige mazedonische Schnecken. Archiv für Molluskenkunde, 52 (2): 89-92. Frankfurt am Main.
- Egorov R. (2015). "Helix pomatia Linnaeus, 1758: the history of its introduction and recent distribution in European Russia". Malacologica Bohemoslovaca 14: 91–101. PDF
- (ロシア語) Roumyantseva E. G. & Dedkov V. P. (2006). "Reproductive properties of the Roman snail Helix pomatia L. in the Kaliningrad Region, Russia". Ruthenica 15: 131–138. abstract
- Bank, R. A.; Neubert, E. (2017). Checklist of the land and freshwater Gastropoda of Europe. Last update: July 16, 2017.